# Aéroport de Mannheim
L'aéroport de Mannheim (code IATA : MHG • code OACI : EDFM) (City-Airport Mannheim en allemand, anciennement Mannheim-Neuostheim/Neuhermsheim) est un aéroport régional desservant la ville allemande de la ville de Mannheim. Il est principalement utilisé pour l'aviation générale.

## Emplacement
L'aéroport est situé à 3,5 km (2.2 mi) à l'est du centre-ville dans le quartier de Neuostheim. Il est entouré à l'est par l'autoroute B38a et au sud par l'autoroute 37/A656. L'emplacement de lignes hautes tensions et de hauts immeubles rend l'approche de l'aéroport difficile et nourrit des discussions sur une éventuelle relocalisation de l'aéroport.

## Situation
| Berlin · Brandebourg EuroAirport Basel-Mulhouse-Freiburg Freiburg · City Brême Cassel Cologne · Bonn Dortmund Dresde Düsseldorf Erfurt Francfort-Hahn Francfort · sur-le-Main Friedrichshafen Hambourg Hanovre Heringsdorf Karlsruhe · Baden-Baden Leipzig Lübeck Memmingen Munich Münster · Osnabrück Nuremberg Paderborn · Lippstadt Rostock Sarrebruck Stuttgart Sylt Weeze Mannheim |

## Statistiques
Pour des raisons techniques, il est temporairement impossible d'afficher le graphique qui aurait dû être présenté ici.

Voir la requête brute et les sources sur Wikidata.

## Compagnies aériennes et destinations
| Compagnies       | Destinations                             |
| ---------------- | ---------------------------------------- |
| Rhein-Neckar Air | En saison : Heringsdorf, Sylt-Westerland |

Actualisé le 30/07/2023
- Eagle Aviation : vols d'affaires.

## Accidents et incidents
Lors des journées internationales de l'aéronautique organisées pour les 375 ans de la ville, un hélicoptère Chinook de l'armée américaine transportant des parachutistes sportifs de différentes nationalités, dont 23 Français, s'écrase sur l'autoroute à proximité peu après son décollage de l'aéroport, tuant les 46 personnes à bord.